# Alexander Neupert-Doppler
Alexander Neupert-Doppler (* 1981 in Lingen an der Ems) ist ein deutscher Politikwissenschaftler und Philosoph.

## Leben
Alexander Neupert-Doppler besuchte das Gymnasium Johanneum (seit 2009 fusioniert mit dem Gymnasium Georgianum) in Lingen (Ems) und absolvierte im Jahr 2000 dort sein Abitur. Er studierte von 2001 bis 2009 Politikwissenschaft, Philosophie und Geschichte an der Universität Osnabrück, wo er 2013 mit einer Arbeit zur Kritik des Staatsfetischismus zum Dr. phil. promoviert wurde. Von 2014 bis 2018 war Neupert-Doppler Bildungsreferent für die Sozialistische Jugend Deutschlands – Die Falken in Trier bzw. Hannover. Er war von 2019 bis 2021 wissenschaftlicher Mitarbeiter für Politische Theorie am Institute for Advanced Sustainability Studies (IASS) in Potsdam. Vom Wintersemester 2021/2022 bis zum Sommersemester 2023 vertrat er die Professur für Sozialphilosophie und Sozialethik an der Hochschule Düsseldorf. Seit 2024 ist er wissenschaftlicher Mitarbeiter im DFG-Projekt Dialektik der Pandemie: Zwischen Autoritarismus und Utopie? an der Karlshochschule – International University Karlsruhe.
Zu seinen Arbeitsschwerpunkten gehören die Staats- und Demokratietheorie, Utopieforschung, Kritische Theorie, Geschichtsphilosophie, Politische Ökologie und Soziale Arbeit.

## Positionen
Staatsfetischismus: „Neupert unterscheidet [...] drei Wege dieser Begriffsentfaltung: Die bloße Übertragung des Fetischbegriffs auf den Staat, die Ergänzung, d.h. es wird aufgezeigt, dass 'der Fetischismus der ökonomischen Formen notwendig von einem Fetischismus der politischen Formen ergänzt wird' (Neupert 2013: 11) und die Implikation, die darauf hinauszielt, darzulegen, dass der Begriff Staatsfetisch in der Marxschen Kritik implizit angelegt sei. [...] Hier werden die Ansätze des Wertkritikers Robert Kurz und des Postoperaisten John Holloway, sowie die Staatstheorie von Joachim Hirsch als auch die antideutsche Fetischkritik behandelt“ (Weh 2014).
Utopieforschung: „Neupert-Doppler plädiert dafür, dass die gesellschaftliche Funktion der Utopie wieder eingehender erforscht werden müsse, gefolgt von einer neuen Begriffsbildung [...] Er begründet dies mit einer notwendigen Rehabilitierung eines humanistischen Ansatzes  von Utopie, in der die Grundidee der Sozialutopie - das Erreichen 'individuellen Glücks durch die vernünftige Einrichtung von Gesellschaft' (Neupert-Doppler 2016) - wieder aufgegriffen würde. [...] Im Wesentlichen basiert die intentionale Argumentationslinie, ausgehend vom Individualisierungsprozess der Neuzeit, auf Landauers Utopiebegriff mit anarchistischer Stoßrichtung (Intention). In der Rückschau wird diese Linie von Mannheim wissenssoziologisch weiterentwickelt (Motivation), von Bloch popularisiert (Konkretion), und von Adorno und Horkheimer negativ umkreist (Negation). (Siehe dazu Neupert-Doppler (2015))“ (Meireis 2020: 61f.).
Kairósphilosophie: „Der Philosoph und Politikwissenschaftler Alexander Neupert-Doppler, dessen Buch Die Gelegenheit ergreifen - Eine politische Philosophie des Kairós in diesem Jahr erschienen ist, attestiert der Denkfigur eine Offenheit zum Guten wie zum Schlechten. Bei Antonio Negri und Michael Hardt, die den Begriff für ihre Revolutionstheorie nutzen, kann man viel über die ereignishaften Voraussetzungen für lagerübergreifende Allianzen lernen, wie wir sie jetzt erleben. Für den US-amerikanischen Sozialhistoriker Immanuel Wallerstein, erfahre ich bei Neupert-Doppler, war Kairós das Konzept der Stunde, wenn sich ein System in einer fundamentalen Krise befand, im Übergang zu etwas Neuem. Und weil das Neue dann ja oft eben doch nicht passiert, kann man Geschichte auch als Abfolge ungenutzter Gelegenheiten begreifen. Der Philosoph und Theologe Paul Tillich etwa sah die Zwanzigerjahre als jenes Zeitfenster, in dem alles hätte anders, nämlich sozialistisch, werden können“ (Lutz 2020).
Organisation: „Neupert-Doppler schlägt eine 'verbindende Organisation' [...] vor, die einerseits die drei Bereiche (Betrieb, Öffentlichkeit, Stadt) und andererseits die konkurrierenden Organisationsformen Gewerkschaft/Betriebsorganisation, Partei/Bewegungsorganisation, Genossenschaft/Basisorganisation zusammen denken soll.“
Ökosozialismus: „ÖkosozialistInnen stehen im Nachhaltigkeitsdiskurs vor allem dafür, die Frage danach zu stellen, wer für die Probleme verantwortlich ist und wer die Folgen trägt. Wer trägt letztlich die Kosten der Bepreisung oder Versteuerung von umweltschädlicher Produktion? (Neupert-Doppler 2022.: 93). Sie betonen, dass es nicht nur um einen technologischen Umbau oder Konsumverzicht geht, sondern darum, die gesellschaftlichen Verhältnisse zu ändern“ (Schlemm 2023).
Sozialarbeit: „Neupert-Doppler rückt immer wieder die Stellung der Sozialen Arbeit innerhalb der herrschenden Produktionsbedingungen in den Mittelpunkt und diskutiert in diesem Zusammenhang abschließend Fragen nach Zielen, Möglichkeitsräumen und Spannungsverhältnissen. Ausgehend von dem Postulat der 'relativen Autonomie der Sozialen Arbeit gegenüber dem Staat' (Neupert-Doppler 2023: 201) werden einerseits Spielräume für eine katalytische Praxis erkennbar, zum anderen wird auf diesem Weg die Notwendigkeit einer Bewusstmachung von und der bleibenden Abarbeitung an strukturellen Widersprüchen und Konflikten benannt, die nicht übergangen oder ignoriert werden können“ (Kluge 2023).

## Veröffentlichungen (Auswahl)

### Monographien
- Soziale Arbeit als katalytische Praxis. Impulse von Herbert Marcuse. Frank & Timme, Berlin 2023, ISBN 978-3-7329-0928-5.
- Ökosozialismus. Eine Einführung. Mandelbaum Verlag, Wien 2022, ISBN 978-3-85476-918-7.
- Organisation. Von Avantgardepartei bis Organizing. Schmetterling Verlag, Stuttgart 2021, ISBN 3-89657-194-X.
- Die Gelegenheit ergreifen. Eine politische Philosophie des Kairós. Mandelbaum Verlag, Wien 2019, ISBN 978-3-85476-696-4.
- Utopie. Vom Roman zur Denkfigur. Schmetterling Verlag, Stuttgart 2015, ISBN 3-89657-683-6.
- Staatsfetischismus. Zur Rekonstruktion eines umstrittenen Begriffs. LIT-Verlag, Münster 2013, ISBN 978-3-643-12336-7.

### Herausgeberschaften
- Konkrete Utopien. Unsere Alternativen zum Nationalismus. Schmetterling Verlag, Stuttgart 2018, ISBN 978-3-89657-199-1.
- mit Herbert Marcuse, Lisa Doppler, Peter-Erwin Jansen: Kapitalismus und Opposition: Vorlesungen zum eindimensionalen Menschen. Zu Klampen Verlag, Springe 2017, ISBN 978-3-86674-559-9.
- Der utopische Imperativ – Herbert Marcuse, 1968 und die Neue Linke. Philosophische Gespräche Heft 46. Helle Panke Rosa-Luxemburg-Stiftung Berlin, Berlin 2017